# Wallestein
 (février 2022).
Si vous disposez d'ouvrages ou d'articles de référence ou si vous connaissez des sites web de qualité traitant du thème abordé ici, merci de compléter l'article en donnant les références utiles à sa vérifiabilité et en les liant à la section « Notes et références ».
Wallestein est une série de bande dessinée italienne (ou fumetti) d'horreur publiée en Italie entre 1974 et 1982 et en France de 1977 à 1980.
Au fil des années, la série a été dessinée par Cubbino, Romanini, Magnus et des dessinateurs anonymes.
Wallestein a été publié en France par Elvifrance. La série était fortement teintée de gore et d'érotisme.

## Synopsis
Le comte Jimmy Wallestein a été tué par sa sœur, mais il a mis au monde avec une jeune fille un enfant au visage monstrueux. Grâce à l'aide d'une scientifique, le monstre, devenu adulte, peut cacher ses traits grâce à un masque spécial qui en fait le sosie de son père et l'aide à se faire passer pour un humain normal. Monstre invulnérable à la force surhumaine, Jimmy Wallestein se mue en justicier aux méthodes très violentes, tuant souvent les criminels de ses mains nues.

## Anecdotes
- Le personnage présente de grandes similarités avec le héros du film The Toxic Avenger.
- Sur les dessins, le héros a une plus grosse tête sans son masque qu'avec son masque.